# Timo Uster
Timo-Jan Uster (* 22. Oktober 1974 in Berlin, Deutschland) ist ein ehemaliger gambisch-deutscher Fußballspieler. Er spielte auf der Position des Innenverteidigers.

## Karriere

### Vereine
Timo Uster stammt aus der Jugend von Blau-Weiß 90 Berlin. Im Anschluss an seine Jugendkarriere stand Uster bei zahlreichen Vereinen unter Vertrag. So spielte er bis 1993 bei den Reinickendorfer Füchsen, wechselte anschließend für ein Jahr zum Frohnauer SC und wurde im Jahr 1994 vom SC Charlottenburg verpflichtet. Nach einem dreijährigen Aufenthalt bei SC Charlottenburg erfolgte ein kurzes Intermezzo beim FSV Velten. Nach dem Konkurs des Vereins spielte er in der Rückrunde 1997/98 für Tasmania Neukölln. Zwischen 1998 und 2000 stand Uster beim SV Meppen unter Vertrag, anschließend war er ein Jahr bei FC Carl Zeiss Jena aktiv. Danach stand Uster jeweils für zwei Jahre zwischen 2001 und 2003, und 2003 und 2005 bei SV Wehen Wiesbaden und SV Darmstadt 98 unter Vertrag. Im Jahr 2005 erfolgte schließlich der Wechsel zu Rot-Weiß Oberhausen. Nach dem Abstieg in der Saison 2005/06 gelang ihm in den beiden Folgejahren jeweils der Aufstieg zurück in die Regionalliga Nord 2006/07 bzw. in die 2. Bundesliga 2007/08. Dort gab er am 1. Spieltag der Saison 2008/09 gegen TuS Koblenz sein Zweitligadebüt.
Am 22. April 2010 wurde bekannt, dass sein auslaufender Vertrag bei Rot-Weiß Oberhausen nicht über die Saison 2009/2010 hinaus verlängert würde, nachdem er seinen Stammplatz zu Beginn dieser Saison verloren hatte.
In der Saison 2013/14 gab er mit seinen ehemaligen RWO-Kameraden Tuncay Aksoy und Tim Reichert ein Comeback beim Oberhausener Bezirksligisten SV Adler Osterfeld.

### Nationalmannschaft
Im Januar 2007 wurde Uster erstmals vom damaligen Nationaltrainer der gambischen Nationalmannschaft, Antoine Hey, in den Kader für ein Länderspiel berufen. Er kam am 8. Januar 2007 bei der 3:0-Niederlage gegen Saudi-Arabien zu seinem ersten Länderspiel und spielte durch. Am 7. Februar bestritt er sein zweites und letztes Länderspiel bei der 1:2-Niederlage gegen Luxemburg.

## Erfolge
mit Rot-Weiß Oberhausen
- Aufstieg in die Regionalliga Nord: 2006/07
- Aufstieg in die 2. Bundesliga: 2007/08